# Marie Amalie af Baden
Marie Amalie af Baden (tysk: Marie Amalie von Baden; 11. oktober 1817 – 17. oktober 1888) var en tysk prinsesse af Baden. Som ægtefælle til den skotske adelsmand William Douglas-Hamilton, 11. Hertug af Hamilton var hun hertuginde af Hamilton og Brandon fra 1852 til 1863.

## Biografi
Marie Amalie blev født den 11. oktober 1817 i Karlsruhe i Storhertugdømmet Baden som datter af Fyrst Karl af Baden og Stéphanie de Beauharnais.
Hun blev gift den 23. februar 1843 i Mannheim med den skotske adelsmand William Douglas-Hamilton, der var søn af Alexander Douglas-Hamilton, 10. Hertug af Hamilton og Susan Euphemia Beckford.
Da hendes svigerfader døde i 1852, blev hendes mand hertug af Hamilton og Marie Amalie selv blev hertuginde.
Hertug William døde den 8. juli 1863. Marie Amalie overlevede sin mand med 25 år og døde den 17. oktober 1888 i Baden-Baden.

### Børn
Marie Amalie og William fik tre børn:
1. William Douglas-Hamilton (1845-1895), 12. Hertug af Hamilton 1863–1895
2. Charles Douglas-Hamilton (1847–1886), 7. Jarl af Selkirk
3. Mary Victoria Douglas-Hamilton (1850–1922), gift 1. gang 1869 med den senere Fyrst Albert 1. af Monaco (ægteskabet annulleret i 1880), gift 2. gang 1880 med fyrst Tasziló Festetics de Tolna

## Eksterne links
- Wikimedia Commons har flere filer relateret til Marie Amalie af Baden